# Christmas Kisses
Christmas Kisses (с англ. — «Рождественские поцелуи») ― дебютный рождественский мини-альбом американской певицы Арианы Гранде. Он был выпущен 13 декабря 2013 года в большинстве стран и 17 декабря 2013 года в США в виде сборника из двух каверов на классические рождественские песни и двух оригинальных песен. 3 декабря 2014 года японское специальное издание было выпущено на компакт-диске, а два дня спустя и для цифровой загрузки. Он достиг 25-го места в чарте Oricon. Японское издание включало новый трек «Santa Tell Me», который был выпущен 24 ноября 2014 года в качестве пятого и последнего сингла с альбома. Он разошёлся тиражом 68 871 копий в США и более 405 000 копий по всему миру.

## Создание и выпуск
6 ноября 2013 года Гранде объявила в Twitter, что будет выпускать новую песню каждую неделю до Рождества, начиная с кавера «Last Christmas». «Last Christmas» был выпущен в качестве ведущего сингла, получил положительные отзывы и высокую оценку критиков за его душевный оттенок в рождественской классике. В последнюю неделю ноября Гранде выпустила оригинальную рождественскую песню под названием «Love Is Everything», и также стало известно, что Гранде выпустит Christmas Kisses позже в этом месяце In the first week of December, Grande released another original Christmas song "Snow in California". В первую неделю декабря Гранде выпустила ещё одну оригинальную рождественскую песню «Snow in California», а позже последовала кавер-версия классической песни 1953 года «Santa Baby», в которой фигурирует бывшая коллега Гранде, Элизабет Гиллис.
В ноябре 2014 года Гранде объявила, что выпустит специальное издание мини-альбома исключительно в Японии. Специальное издание включало новый трек «Santa Tell Me», выпущенный 24 ноября 2014 года в качестве пятого и последнего сингла с альбома Christmas Kisses. Песня была написана Гранде, Саваном Котеча и Ильей Салманзаде и достигла семнадцатого места в американском чарте Billboard Hot 100 и одиннадцатого места в UK Singles Chart.
5 декабря японское специальное издание было выпущено на японском iTunes. 3 декабря вышел диск на физическом носителе, за два дня до цифрового релиза. Он достиг 25-го места в чарте альбомов Oricon, став её третьим альбомом, достигшим пика в этом чарте, после Yours Truly (2013) и My Everything (2014).

## Трек-лист
| №                   | Название                             | Автор(ы)                                                                           | Длительность |
| ------------------- | ------------------------------------ | ---------------------------------------------------------------------------------- | ------------ |
| 1.                  | «Last Christmas»                     | George Michael                                                                     | 3:23         |
| 2.                  | «Love Is Everything»                 | Antonio Dixon Kenneth "Babyface" Edmonds Leon Thomas III Khristopher Riddick-Tynes | 3:33         |
| 3.                  | «Snow in California»                 | Dixon Edmonds Thomas Riddick-Tynes                                                 | 3:27         |
| 4.                  | «Santa Baby» (featuring Liz Gillies) | Joan Javits Philip Springer Tony Springer                                          | 2:51         |
| Общая длительность: | Общая длительность:                  | Общая длительность:                                                                | 13:15        |

| №                   | Название            | Автор(ы)                                     | Длительность |
| ------------------- | ------------------- | -------------------------------------------- | ------------ |
| 5.                  | «Santa Tell Me»     | Ariana Grande Savan Kotecha Ilya Salmanzadeh | 3:24         |
| Общая длительность: | Общая длительность: | Общая длительность:                          | 16:39        |

## Чарты
| Чарт(2014)      | Высшая позиция |
| --------------- | -------------- |
| Япония (Oricon) | 25             |